# Оглоблін Володимир Миколайович
Володимир Миколайович Оглоблін (11 липня 1915, Вільшани — 27 жовтня 2005, Київ) — український театральний режисер, учень Олексія Дикого, Івана Ростовцева та Олександра Каніна. Заслужений діяч мистецтв України (1980). Лауреат Державної премії СРСР (1980), премії «Київ» імені Амвросія Бучми. Поставив понад 200 спектаклів, багато з яких стали подіями української театральної культури.

## Життєпис
Народився 28 червня (11 липня) 1915 року у с. Вільшани на Харківщині. Закінчив Московський університет й драматичну студію при Київському драматичному театрі ім. Лесі Українки (1939).
Як режисер працював у Харківському українському драмтеатрі, Миколаївському драмтеатрі, Кримському обласному драматичному театрі ім. Максима Горького, Київському театрі ім. Івана Франка та Молодому театрі, у Центрі сучасного мистецтва «ДАХ». Здійснив понад 200 вистав.
Працював для телебачення, знімався у кіно, зокрема в телефільмі «Такі симпатичні вовки» (1975). Член Національної спілки театральних діячів України.
Помер у 90-річному віці 27 жовтня 2005 року. У 2019 році, на фасаді будинку № 114 по вулиці Велика Васильківська, де жив Володимир Оглоблін, була встановлена меморіальна дошка його пам'яті.

## Вистави
Київський театр ім. Івана Франка
- 1953, 16 червня — «Не називаючи прізвищ» Василя Мінка
- 1959, 13 березня — «Король Лір» за п'єсою Вільяма Шекспіра[3]
- 1960, 19 лютого — «Дівоча доля» Любомира Дмитерка
- 1961, 1 вересня — «Фауст та смерть» Олександра Левади
- 1962, 11 жовтня — «На дні морському» М. Руденка
- 1962, 30 грудня — «Ну і дітки» Миколи Зарудного
- 1963, 4 жовтня — «Острів твоєї мрії» Миколи Зарудного
- 1979, 27 січня — «Дикий Ангел» Олексія Коломійця
- 1979, 30 грудня — «Безталанна» за п'єсою Івана Карпенка-Карого
- 1980, 17 квітня — «Поєдинок» Льва Синельникова (спільно із Сергієм Данченком)
- 1980, 23 грудня — «Васса Железнова» Максима Горького
- 1981, 12 листопада — «Моя професія – синьйор з вищого світу» Джуліо Скарніччі та Ренцо Тарабузі
- 1983, 20 травня — «Благочестива Марта» Тірсо де Моліни
- 1983, 13 вересня — «Санітарний день» Олексія Коломійця
- 1984, 8 жовтня — «Трибунал»
- 1985, 30 травня — «Завзятий молодець – гордість Заходу» Джона Міллінгтона Сінга

Центр Сучасного Мистецтва «ДАХ»
- «Лирические диалоги» по «Ведьмі» Антона Чехова, «Дому вікнами у поле» Олександра Вампілова
- «Роберто Зукко» Бернар-Марі Кольтеса
- «Шельменко-денщик» за п'єсою Григорія Квітки-Основ'яненка
- «Підступність і кохання» за п'єсою Фрідріха Шиллера
- «Васса Железнова» Максима Горького
- «Свої люди – розрахуємося» Олександра Островского
- «Весілля Кречинського» Олександра Сухово-Кобиліна